# Radnetz Luxemburg
Das Fahrradwegenetz in Luxemburg mit 23 nationalen Radwanderwegen (Pistes cyclables) verfügt über eine Länge von 600 Kilometern und es soll bis 2028 auf 900 Kilometer ausgeweitet werden.

## Liste der nationalen Radwanderwege (Pistes cyclables)
| Name des Radweges               | Länge (km) | verläuft von                 | bis                   | Schwierigkeit | Anmerkung                                                        |
| ------------------------------- | ---------- | ---------------------------- | --------------------- | ------------- | ---------------------------------------------------------------- |
| PC1 du Centre                   | 19         | Rundweg um Luxemburg (Stadt) |                       | mittel        |                                                                  |
| PC2 Echternach                  | 37         | Luxemburg (Stadt)            | Echternach            | leicht        |                                                                  |
| PC3 des 3 Rivières              | 90         | Schengen                     | Vianden               | mittel        |                                                                  |
| PC4 de la Syre                  | 19,4       | Ernster                      | Mertert               | mittel        |                                                                  |
| PC5 Ernz Blanche                | 10         | Koedange                     | Medernach             | leicht        | Verlängerung nach Norden zum PC16 und nach Süden zum PC2 geplant |
| PC6 des 3 Cantons               | 58         | Pétange                      | Schengen              | mittel        |                                                                  |
| PC7 Jangeli                     | 12,5       | Remich                       | Mondorf-les-Bains     | mittel        |                                                                  |
| PC8 Terre Rouge                 | 30         | Bettembourg                  | Sanem                 | mittel        |                                                                  |
| PC9 Faubourg Minier             | 14         | Sanem                        | Leudelange            | mittel        |                                                                  |
| PC10 François Faber             | 8,7        | Leudelange                   | Fennange              | leicht        |                                                                  |
| PC11 Charly Gaul                | 14.6       | Fentange                     | Ellange-Gare          | mittel        |                                                                  |
| PC12 de l'Attert                | 57         | Pétange                      | Colmar-Berg           | mittel        |                                                                  |
| PC13 Nicolas Frantz             | 13,8       | Kleinbettingen               | Strassen              | leicht        |                                                                  |
| PC14 Eisch-Mamer                | 17,5       | Mamer                        | Mersch                | leicht        |                                                                  |
| PC15 de l'Alzette               | 31         | Bereldange                   | Ettelbruck            | leicht        |                                                                  |
| PC16 de la Moyenne Sûre         | 71         | Reisdorf                     | Kautenbach            | mittel        |                                                                  |
| PC17 de l'Ouest                 | 47,8       | Noerdange                    | Schleif               | mittel        |                                                                  |
| PC18 Fahrradweg des Ardoisières | 11,4       | Koetschette                  | Martelange            | mittel        |                                                                  |
| PC19 Lac de la Haute-Sûre       | 3,2        | Bavigne                      | Liefrange             |               |                                                                  |
| PC20 Fahrradweg de la Wiltz     | 17,8       | Kautenbach                   | Benonchamps (Belgien) | anspruchsvoll |                                                                  |
| PC 21 Fahrradweg du Nord        | 47         | Kautenbach                   | Schmëtt               | anspruchsvoll |                                                                  |
| PC 22 Fahrradweg des Ardennes   | 26         | Lellingen                    | Vianden               | anspruchsvoll |                                                                  |
| PC 23 Fahrradweg Benny          | 6,5        | Bleesbrück                   | Fouhren               | mittel        |                                                                  |

## Bilder

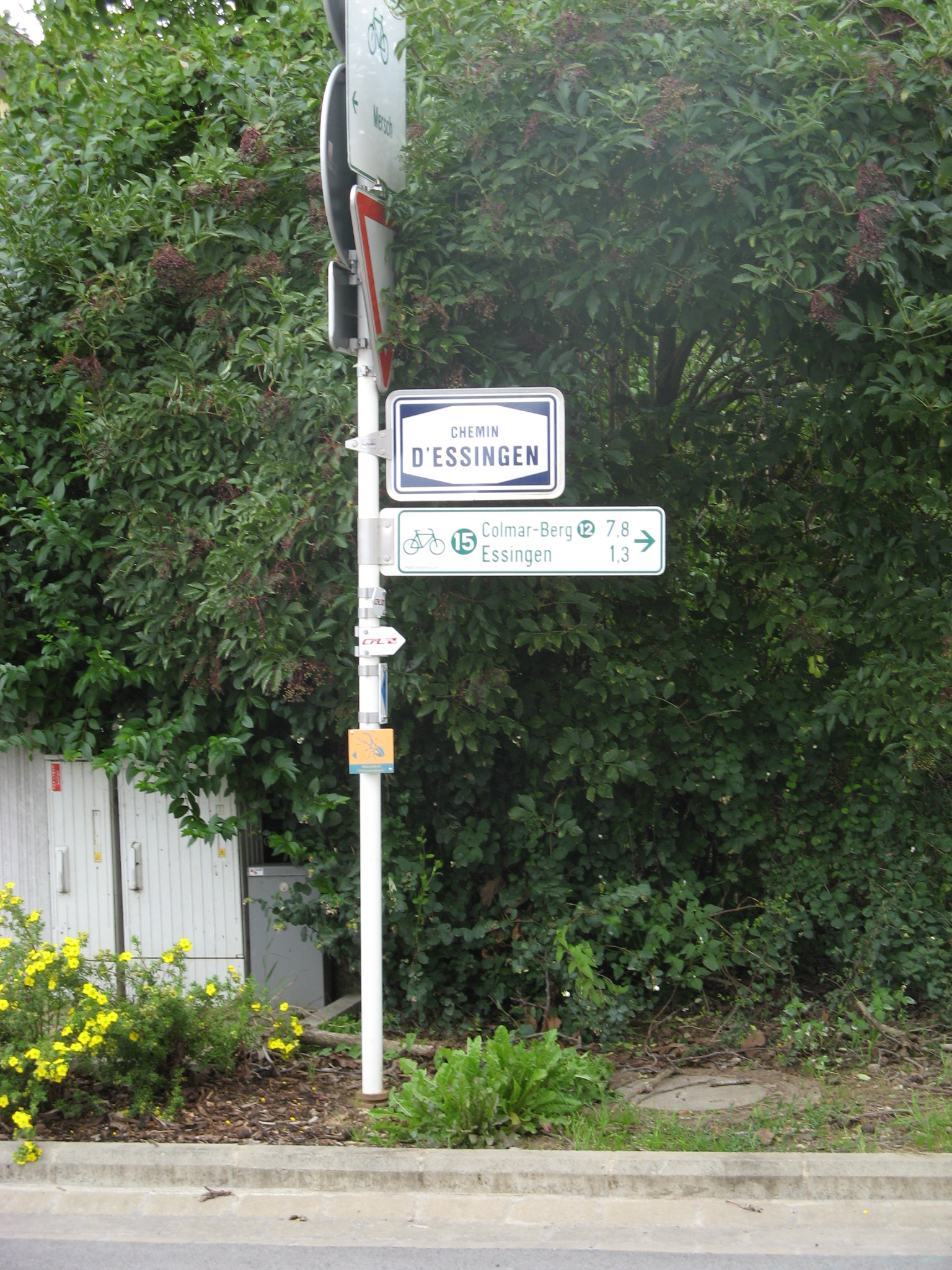
Radwegweiser
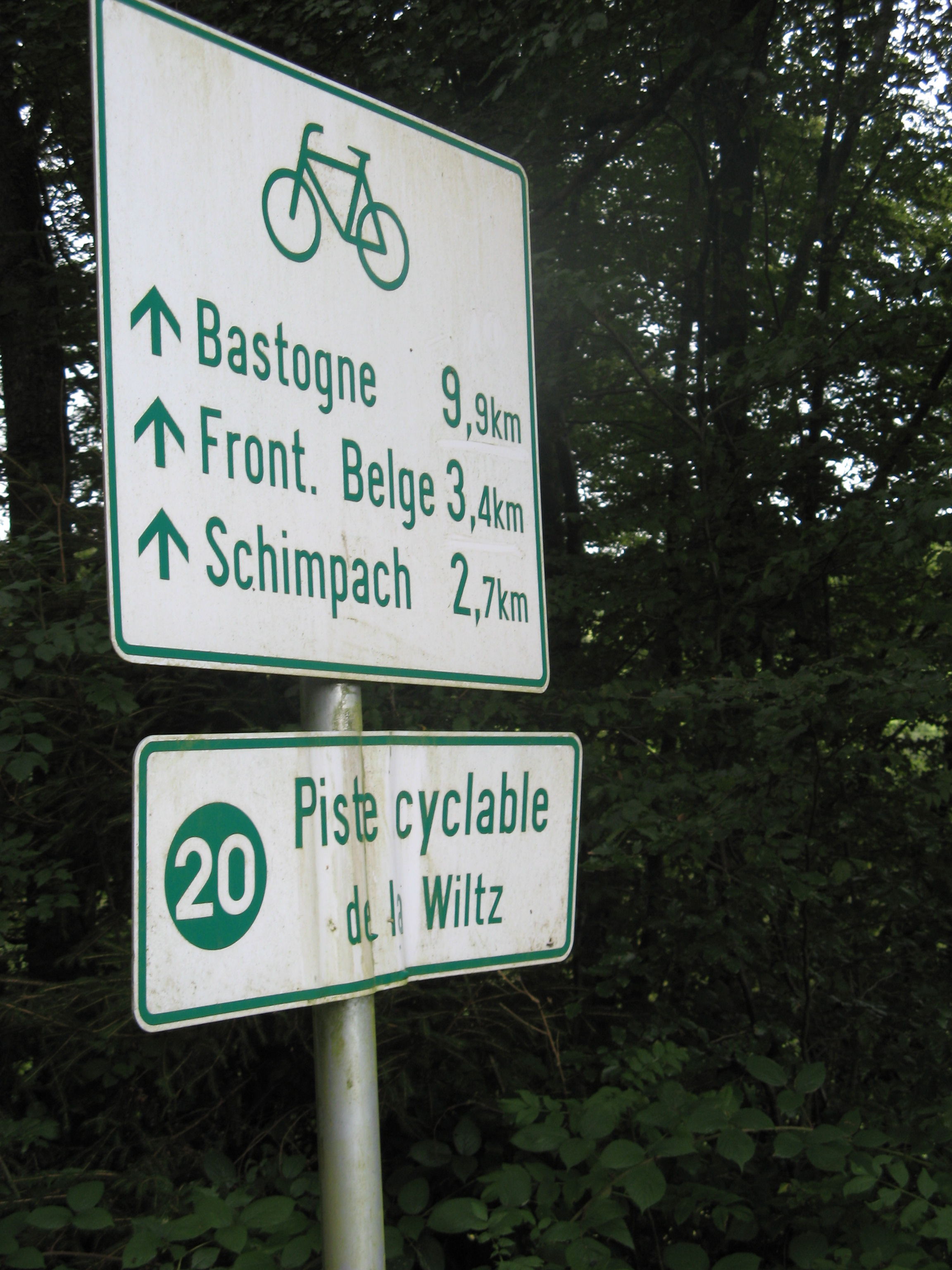
Wegweiser Wiltzradweg